# Break My Heart
Singles de Dua Lipa
Physical
(2020) Hallucinate
(2020)
Clip vidéo
[vidéo] « Break My Heart », sur YouTube
Break My Heart est une chanson de la chanteuse anglaise Dua Lipa sortie le 25 mars 2020 comme troisième single de son deuxième album, Future Nostalgia,. La chanson est écrite par Dua Lipa, Alexandra Tamposi et ses producteurs The Monsters and the Strangerz. Break My Heart échantillonne la mélodie de Need You Tonight (1987) d'INXS, Michael Hutchence et Andrew Farriss recevant ainsi le crédit d'auteur.

## Paroles et composition
Break My Heart est une chanson disco et dance-pop, d'une durée de trois minutes et 41 secondes avec un rythme europop dans un style « rétro-futuriste ». La chanson échantillonne la mélodie de Need You Tonight par INXS,. Les paroles de la chanson traitent de l'incapacité de résister à la tentation de poursuivre l'amour.
La chanson est composée dans la tonalité de mi mineur, avec un tempo de 115 battements par minute.

## Crédits
Crédits provenant de Tidal.
- Dua Lipa – chant, écriture
- Andrew Watt – production, écriture, chœurs, guitare, claviers, tambourine, programmation
- The Monsters and the Strangerz (en) – production, claviers, programmation
- Alexandra Tamposi (en) – écriture
- Stefan Johnson – écriture
- Jordan K. Johnson – écriture
- Michael Hutchence – écriture
- Andrew Farriss – écriture
- Matt Wolach – assistant d'ingénierie mixage
- Michael Freeman – assistant d'ingénierie mixage
- Chad Smith – batterie
- Paul Lamalfa – ingénieur
- Dave Kutch – mastérisation
- Mark "Spike" Stent – mixage

## Classements et certifications

### Classements hebdomadaires
| Classement (2020)                       | Meilleure position |
| --------------------------------------- | ------------------ |
| Allemagne (Media Control AG)            | 26                 |
| Argentine (Argentina Hot 100)           | 25                 |
| Australie (ARIA)                        | 7                  |
| Autriche (Ö3 Austria Top 40)            | 20                 |
| Belgique (Flandre Ultratop 50 Singles)  | 14                 |
| Belgique (Wallonie Ultratop 50 Singles) | 8                  |
| Brésil (Top 100 Brasil)                 | 43                 |
| Canada (Hot 100)                        | 13                 |
| Canada (Adult Contemporary)             | 15                 |
| Canada (CHR/Top 40)                     | 3                  |
| Canada (Hot AC)                         | 3                  |
| CEI (Tophit)                            | 2                  |
| Colombie (National-Report)              | 81                 |
| Corée du Sud (Gaon)                     | 165                |
| Costa Rica (Monitor Latino)             | 17                 |
| Croatie (HRT)                           | 2                  |
| Danemark (Tracklisten)                  | 22                 |
| Écosse (OCC)                            | 14                 |
| Équateur (Monitor Latino)               | 11                 |
| Espagne (PROMUSICAE)                    | 22                 |
| Estonie (Eesti Tipp-40)                 | 6                  |
| États-Unis (Hot 100)                    | 13                 |
| États-Unis (Adult Contemporary)         | 11                 |
| États-Unis (Adult Pop Songs)            | 2                  |
| États-Unis (Dance/Mix Show Airplay)     | 2                  |
| États-Unis (Pop Airplay)                | 1                  |
| États-Unis (Rhythmic Songs)             | 40                 |
| États-Unis (Rolling Stone Top 100)      | 11                 |
| Europe (Euro Digital Songs)             | 10                 |
| Finlande (Suomen virallinen lista)      | 15                 |
| France (SNEP)                           | 56                 |
| France (SNEP Radio)                     | 12                 |
| France (SNEP Ventes)                    | 22                 |
| Global 200 (Billboard)                  | 47                 |
| Grèce (IFPI)                            | 7                  |
| Hongrie (Rádiós Top 40)                 | 2                  |
| Hongrie (Dance Top 40)                  | 9                  |
| Hongrie (Single Top 40)                 | 12                 |
| Hongrie (Stream Top 40)                 | 6                  |
| Irlande (Irish Singles Chart)           | 3                  |
| Islande (Tónlistinn)                    | 8                  |
| Israël (Media Forest)                   | 1                  |
| Italie (FIMI)                           | 21                 |
| Japon (Billboard Hot Overseas)          | 13                 |
| Lettonie (Latvijas Top 40)              | 3                  |
| Liban (OLT20)                           | 6                  |
| Lituanie (AGATA)                        | 2                  |
| Malaisie (RIM)                          | 18                 |
| Mexique (Billboard Mexico Airplay)      | 4                  |
| Nouvelle-Zélande (RMNZ)                 | 12                 |
| Norvège (VG-lista)                      | 20                 |
| Paraguay (Monitor Latino)               | 8                  |
| Pays-Bas (Nederlandse Top 40)           | 2                  |
| Pays-Bas (Airplay Top 40)               | 2                  |
| Pays-Bas (Single Top 100)               | 12                 |
| Pologne (ZPAV)                          | 2                  |
| Portugal (AFP)                          | 19                 |
| Roumanie (Airplay 100)                  | 42                 |
| Royaume-Uni (UK Singles Chart)          | 6                  |
| Russie (Tophit Radio Top 100)           | 2                  |
| Singapour (RIAS)                        | 9                  |
| Slovaquie (IFPI Rádio)                  | 21                 |
| Slovaquie (IFPI Singles Digitál)        | 7                  |
| Slovénie (SloTop50)                     | 5                  |
| Suède (Sverigetopplistan)               | 21                 |
| Suisse (Schweizer Hitparade)            | 18                 |
| Suisse (Charts Romandie)                | 14                 |
| Tchéquie (IFPI Rádio)                   | 2                  |
| Tchéquie (IFPI Singles Digitál)         | 7                  |
| Venezuela (Record Report)               | 58                 |

### Certifications
| Région | Certification | Ventes/Streams |
| --- | ------------- | -------------- |
| Belgique (BEA) | Or            | 20 000‡        |
| Brésil (PMB) | Diamant       | 160 000‡       |
| Canada (Music Canada) | Platine       | 80 000‡        |
| Danemark (IFPI) | Platine       | 45 000^        |
| Espagne (Promusicae) | Or            | 20 000‡        |
| États-Unis (RIAA) | Platine       | 1 000 000‡     |
| France (SNEP) | Diamant       | 50 000 000‡    |
| Italie (FIMI) | Platine       | 70 000‡        |
| Norvège (IFPI) | Platine       | 60 000*        |
| Pologne (ZPAV) | Platine       | 20 000*        |
| Nouvelle-Zélande (RMNZ) | Or            | 15 000*        |
| Portugal (AFP) | Or            | 5 000^         |
| Royaume-Uni (BPI) | Or            | 400 000‡       |
| *Ventes selon la certification ^Mise en rayon selon la certification xNon précisé par la certification ‡ventes/streaming selon la certification |               |                |

## Historique de sortie
| Région      | Date          | Format                                        | Label(s) | Réf.   |
| ----------- | ------------- | --------------------------------------------- | -------- | ------ |
| Divers      | 25 mars 2020  | - Téléchargement - streaming                  | Warner   | [ 93 ] |
| Australie   | 27 mars 2020  | Diffusion radio (contemporary hit radio (en)) | Warner   | [ 94 ] |
| Royaume-Uni | 27 mars 2020  | Diffusion radio (contemporary hit radio (en)) | Warner   | [ 95 ] |
| États-Unis  | 31 mars 2020  | Diffusion radio (contemporary hit radio (en)) | Warner   | [ 96 ] |
| Royaume-Uni | 3 avril 2020  | Diffusion radio (adult contemporary)          | Warner   | [ 97 ] |
| États-Unis  | 27 avril 2020 | Diffusion radio (adult contemporary)          | Warner   | [ 98 ] |
| Italie      | 15 mai 2020   | Diffusion radio (contemporary hit radio)      | Warner   | [ 99 ] |